# Guilin, Anhui
Guilin (kinesiska: 桂林) är en köping i östra Kina. Den ligger i She härad i staden Huangshan i provinsen Anhui,, omkring 240 kilometer sydost om provinshuvudstaden Hefei. Antalet invånare är 25 980. Befolkningen består av 12 380 kvinnor och 13 600 män. Barn under 15 år utgör 14,0 %, vuxna 15-64 år 75 %, och äldre över 65 år 10,0 %.